# SN 2003ac
SN 2003ac – supernowa typu IIb odkryta 7 stycznia 2003 roku w galaktyce IC3203. W momencie odkrycia miała maksymalną jasność 18,90m.